# Фінал кубка Німеччини з футболу 1958
Фінал Кубка Німеччини з футболу 1958 — фінальний матч розіграшу кубка Німеччини сезону 1958 відбувся 16 листопада 1958 року. У поєдинку зустрілися «Штутгарт» з однойменного міста та дюссельдорфська «Фортуна». Перемогу з рахунком 4:3 у додатковий час здобув «Штутгарт».
| Володар Кубка Німеччини 1958 |
| ---------------------------- |
|                              |
| «Штутгарт» Другий титул      |

## Учасники
| Клуб       | Участей | Роки (жирним виділено перемоги) |
| ---------- | ------- | ------------------------------- |
| «Штутгарт» | 1       | 1954                            |
| «Фортуна»  | 2       | 1937, 1957                      |

## Шлях до фіналу
| Раунд                                                   | Противник    | Рахунок |
| ------------------------------------------------------- | ------------ | ------- |
| 1/2                                                     | «Саарбрюкен» | 4–1 (Г) |
| (Д) = Вдома; (Г) = У гостях; (Н) = На нейтральному полі |              |         |

| Раунд                                                   | Противник           | Рахунок |
| ------------------------------------------------------- | ------------------- | ------- |
| 1/2                                                     | «Тасманія 1900» (Г) | 2–1     |
| (Д) = Вдома; (Г) = У гостях; (Н) = На нейтральному полі |                     |         |

## Матч

### Деталі
| 16 листопада 1958 |

| Штутгарт                                              | 4:3 дч   | Фортуна (Дюссельдорф)            |
| ----------------------------------------------------- | -------- | -------------------------------- |
| Праксль 36' Гайгер 62' Вальднер 68' (пен.) Вайзе 113' | Протокол | Гоффманн 50' Вольффрамм 52', 79' |

| Ауештадіон, Кассель Глядачів: 28 000 Арбітр: Вернер Трайхель |

|  |  |

| В                |  | Гюнтер Савіцкі   |
| З                |  | Гюнтер Зейбольд  |
| З                |  | Ганс Айзеле      |
| ПЗ               |  | Роберт Шлінц (к) |
| ПЗ               |  | Рудольф Гоффманн |
| ПЗ               |  | Оскар Гартл      |
| Н                |  | Дітер Праксль    |
| Н                |  | Рольф Блессінг   |
| Н                |  | Лотар Вайзе      |
| Н                |  | Рольф Гайгер     |
| Н                |  | Ервін Вальднер   |
| Головний тренер: |  |                  |
| Георг Вурцер     |  |                  |

| В                 |  | Гайнц Клозе            |
| З                 |  | Еріх Юсковяк           |
| З                 |  | Вернер Вігна           |
| ПЗ                |  | Карл Гоффманн          |
| ПЗ                |  | Гюнтер Ягер            |
| ПЗ                |  | Маттіас Морітц         |
| Н                 |  | Дітер Везке            |
| Н                 |  | Юпп Дерваль            |
| Н                 |  | Гайнц Янсен            |
| Н                 |  | Франц-Йозеф Вольффрамм |
| Н                 |  | Бернгард Штеффен       |
| Головний тренер:  |  |                        |
| Германн Ліндеманн |  |                        |